# 이재명 (1830년)
이재명(李在明, 1830년 11월 20일 ~ 1891년 5월 14일)은 조선 후기의 문신이다. 자(字)는 보여(輔汝) 또는 용여(鏞汝), 초명은 재붕(在朋), 본관은 우계(羽溪)이다. 이상우의 후손으로 이현상의 손자이고, 분서 이봉녕의 아들이다.
유학으로 사부학당의 유생으로 수학하였으며 1877년(고종 14) 4월 9일 고종이 친히 낸 응제에 유학 노영경(盧泳敬) 등과 함께 합격, 바로 직부전시(直赴殿試) 자격을 받았다. 1877년(고종 14) 정시문과(庭試文科) 병과(丙科)로 급제, 승정원가주서, 군직을 거쳐 다시 가주서가 되었다. 그해 8월 15일 권지승문원부정자가 되고 이후 여러번 승정원가주서에 반복 임명되었다.
1879년(고종 16) 부사과, 성균관전적을 거쳐 병으로 사퇴했다. 1880년 사헌부지평, 사헌부감찰, 부사과 등을 거쳐 1881년(고종 18) 개성부경력이 되었다. 1882년 통훈대부 행사간원정언이 되고, 1883년(고종 20) 사간원 정언, 1884년 봉상시판관, 1886년 부호군, 부사과 등을 거쳐 1888년(고종 25) 장악원정, 사간원 정언이 되었다. 1889년(고종 25) 병조좌랑, 1891년(고종 38) 사간원헌납, 부사과를 거쳐 다시 사헌부집의에 재임명되었고, 그해 4월 부사직을 역임했다. 삼사의 언관으로 있으면서 여러 번 홍국영, 갑신정변 관련자 및 안기영 사건 관련자들에게 추가로 죄를 물을 것을 반복해서 상소하였다. 경기도 포천 출신.

## 생애

### 생애 초반
이재명은 1830년(순조 30년) 11월 20일 경기도 영평군 이동면 출신으로, 할아버지는 성균관전적, 문천군수 등을 지낸 태화 이현상(太華 李顯相)이고, 아버지는 행돈녕부판관 분서 이봉녕(汾西 李鳳寧)이며, 어머니는 광주이씨로 장사랑 이세복(李世福)의 딸이다. 이재정의 일족이며, 대한제국의 판사, 검사이자 변호사로 활동한 이휘선(李徽善)의 아버지이다. 이영구의 양자가 되어 포천으로 온 이상우(李商雨)의 6대손이다. 
처음 이름은 재붕(在朋)인데 뒤에 재명(在明)으로 이름을 개명하였다. 자(字)는 보여(輔汝), 용여(鏞汝) 등을 사용하였다.
형제로는 위로 형 이재승(李在升), 이재응(李在應), 이재긍(李在兢), 이재성(李在星), 이재흥(李在興)의 5명이 있었다. 형제 중 이재응, 이재성은 경기도 시흥군 와리면 초지리, 후일의 안산시 초지동으로 이주했다. 또한 또다른 형 이재긍의 손자 중 1명인 이원협이 안산 초지동 개머리부락에 정착했다. 누나 및 누이동생의 존재 여부는 기록이 전하지 않아 알 수 없다.
할아버지 이현상은 별시문과에 급제해 교서관, 봉상시에서 근무했으며, 1811년 1월과, 1811년말 일본에 파견되는 조선통신사의 제술관으로 다녀왔다. 아버지 이봉녕은 1826년(순조 26)과 1836년(순조 36) 청나라에 동지사로 다녀온 신재식(申在植)의 수행원으로 청나라를 다녀왔다. 신재식은 그의 아버지 이봉녕과 꾸준히 교유하였고, 그의 할아버지 이현상의 저서 역대언사의 발문을 써주기도 했다. 형들 중 이재승과 이재성은 생원시에 각각 합격하였다. 그는 영평에서 살다가 한성부 중서 정선방 승문동(후일 종로구 권농동에 편입됨)으로 이주하였다.
47세의 나이에 과거에 응시했는데, 과거 합격 이전 초기 생애는 알려진 것이 없다. 유학으로 사부학당의 유생이 되어 수학하다가, 1877년(고종 14) 4월 9일 고종이 춘당대(春塘臺)에서 친히 관학유생들을 대상으로 낸 응제(應製)에서 유학 노영경(盧泳敬), 오영택(吳濚澤) 등과 함께 시(詩) 부문에서 합격하여, 바로 직부전시(直赴殿試)의 명을 받고 바로 과거에 응시할 기회가 주어졌다. 이때 고종은 삼하 중 그에게 2등을 주었다. 삼하로 선발된 인원들이 1등, 2등, 3등 및 각 등별 순위도 기록하였는데, 그에 의하면 이재명은 삼하 중 2등 1위였다고 한다.

### 과거 급제 전후
1877년(고종 14) 4월 9일 신정왕후 조대비의 칠순과 익종에게 존호 추상을 기념하여 열린 정시문과(庭試文科)에 병과(丙科) 17위로 급제하였다. 그해 4월 23일 문과 합격자들의 사은에 참여하였다.
1877년(고종 14) 4월 25일 일이 생겨 직무를 수행할 수 없는 승정원주서 조병익(趙秉翊) 대신, 그가 승정원 가주서가 되었다가, 면관되었으나 1개월 뒤 다시 가주서가 되었다. 6월 5일 일이 있어서 직무를 볼 수 없는 가주서 강우형(姜友馨)을 대신하여 가주서에 임명되었다. 1877년 6월 7일 일이 있어서 직무를 볼 수 없는 가주서 강우형(姜友馨)을 대신하여 가주서에 임명되었다. 6월 8일 승정원가주서직을 사퇴하였다. 이후 여러번 승정원의 가주서에 임명되고 춘추관기사관직을 겸직하였다. 그뒤 군직에 임명되었다가 여러번 승정원 가주서로 임명되었다. 그 해 8월 15일 이조의 계로 권지 승문원부정자(權知 承文院副正字)에 임명되었다. 이때 나이가 연만(年滿)한 과거 합격자에 한해서 분관(分館, 임용) 후 법전(法典)에 의거해 승륙(陞六)하라는 명이 내려져, 부정자 임명 후 얼마 뒤 6품으로 특별 승진하였다.

### 관료 생활 초반
1877년 12월 22일 병이 있는 승정원주서 신기선申箕善)을 대신하여 승정원가주서가 되었다. 그러나 탈이 생겨 다음날 이용식으로 교체되었다. 1878년(고종 15) 예문관 검열이 되었다. 1878년 9월 3일 가주서 백시순(白時淳)을 대신하여, 다시 승정원가주서에 임명되고, 9월 4일 몸에 병이 생겨서 출근하지 못한다고 했다가 승정원동부승지 윤영신(尹榮信)의 보고로 나처(拿處)되어, 의금부에 투옥됐다. 그가 나처되어 정인흥이 대신 가주서로 임명되었다. 의금부의 심문에서 원정(原情)을 헤아릴 것을 청하자 의금부가 계를 올려 형추(刑推)를 청하였으나 고종이 주의를 주었다 하여 석방시켰다. 같은 날 행이조판서 박제인(朴齊寅)이 그를 논핵하였다. 그러나 바로 승정원 가주서로 복직하였다. 
1878년 10월 10일 승정원가주서가 되었다. 1879년(고종 16) 1월 4일 부사과에 임명되고, 성균관전적이 되었다가 그해 6월 24일 신병을 이유로 체직을 청하는 정장(呈狀)을 올려 체차되었다.
1880년(고종 17) 2월 17일 사헌부지평, 다시 3월 1일 사헌부지평에 임명되었으나 서경(署經)을 제출하지 않아 직무를 보지 못했고, 4월 1일에도 서경(署經)을 제출하지 않아 직무를 보지 못했다. 그 다음날 서경서를 제출하여 직무를 볼 수 있었다. 4월 16일 이조의 구전 정사로 사헌부감찰에 임명되었다. 그해 4월 행사헌부감찰로 문과 감시(監試)와 초시(初試)의 2소(二所)의 감시관(監試官)이 되어 시험을 감독하였다. 이때 신병을 이유로 사직을 청하였지만 받아들여지지 않았다.
1880년(고종 17년) 4월 22일 신병이 있다는 이유로 궐문에서 알리고 되돌아갔다가, 시관은 출방(出榜)하고 나서 대궐에 나아가는 규례를 어겼다는 승정원의 탄핵을 받고 추고받았다. 5월 2일에는 문이소(文二所)의 감시관이 되었으나 신병이 있다고 하고 다시 되돌아갔다가 시관은 과거 급제자를 발표하고 대궐로 들어가는 승정원의 탄핵을 받고 추고받았다. 그해 6월에는 다시 증광 문과 1소 감시관(一所監試官)이 되어 여러번 신병을 이유로 사직을 청하였지만 고종은 알았다 하고 받아들이지 않았다. 같은 해 6월 6일 문과 일소(一所)의 감시관(監試官)으로 신병이 있다 하고 되돌아갔다가 시관(試官)은 출방(出榜)하고 예궐(詣闕)하는 예(例)를 어겼다는 이유로 박홍수의 탄핵을 받고 추고받았다. 6월 16일에는 감시 복시의 일소(一所) 감시관으로 이소 감시관 문준영(文俊永)과 신병이 있다는 이유로 되돌아갔다가 시관(試官)이 예궐하여 출방(出榜)하는 예를 어겼다 하여 강찬의 탄핵을 받고 추고받았다. 그해 사헌부감찰로 증광 문과의 감독관이 되어 예조, 성균관을 오고 갔다.
1880년 6월 29일 부사과를 거쳐 1881년(고종 18) 7월 12일 개성부경력으로 부임하였다. 1882년(고종 19) 통훈대부(通訓大夫) 로 다시 행사간원정언(行司諫院正言) 이 되었다. 1883년(고종 20) 1월 26일 사간원에서 관원 후보자를 추천할 때 사간원 정언의 망에 올랐다가 고종이 그를 낙점하여 사간원정언이 되고, 1884년 5월 28일 이비의 2차 정사에서 봉상시판관이 되었으며, 1886년 6월 14일 병비의 천거로 부호군이 되었다가, 6월 20일 병비의 천거로 다시 부호군에 임명되었다.

### 관료 생활 중반
1886년 11월 종묘 삭제(朔祭)의 대축(大祝)에 임명되었으나, 직책이 없어 그해 11월 26일 종묘 삭제(朔祭)의 대축(大祝)인데도 직함이 없다며 군직에 임명하자는 이조의 건의로 그 해 11월 27일 부사과가 되었다. 12월 1일 한성부 종묘에서 고종이 친히 주관한 종묘(朔祭) 삭제의 대축관으로 참여하였다.
1888년(고종 25) 11월 29일 장악원정에 임명되고, 12월 다시 장악원정에 재임명되었으며, 12월 7일 이비로 사간원 정언에 임명되었다가 부사과가 되고, 다시 정언이 되었다. 1888년(고종 25년) 12월 22일 사간원정언으로 패초를 받고 나오지 않았다가, 승정원에서 함께 나오지 않은 대사간 황기연(黃耆淵), 사간 조길하(趙吉夏), 집의 임희상(林羲相), 장령 심원익(沈遠翼) 등의 파직을 청하였으나 고종은 윤허하지 않고 홍종협에게 추고만 하라고 지시하였다.
1888년 12월 26일 사간원정언으로 지운영(池運永)의 석방을 거두어달라는 사헌부와 사간원의 합동 연명 상소에 동참하였다. 같은 날 사간원에서 다시 상소를 올려, 지운영의 석방을 취소하라는 사간원의 연명 차자에 동참하였다. 그밖에도 그는 다른 사간원의 관원들과 함께 홍국영 등을 처벌할 것을 청하는 차자를 계속 올렸다. 같은 12월 26일 병비에서 부사과에 임명되었다.
1889년(고종 25) 8월 26일 이조의 정사로, 구용희(具用喜)와 함께 병조좌랑에 임명되었으며, 바로 대명(待命)하지 않아 왕명으로 의금부에 병조 좌랑 이재명(李在明), 수문장 이심창(李心昌) 등을 모두 나처하게 하였다. 그러나 9월 9일 금부도사가 갔을 때 대명(待命)하다 체포되어, 의금부에서 계를 올려 공초를 청하였으나 고종이 용서하고 풀어주었다. 그러나 풀어주지 않아, 고종이 승정원승지 남규희에게 이재명을 수단자(囚單子)에서 풀어주도록 지시하였다. 9월 12일 신병을 이유로 근무가 어렵다며 체직을 청하는 정장을 올려, 허락받았다. 그런데 이때 발언중 원정(原情)이라는 단어가 문제시 되어 의금부의 논핵을 받고 파직되었다. 같은 날 다시 병조좌랑에 복직되었다. 9월 12일 의금부에서 계를 올려 체직 상소에 원정(原情)이라는 단어와, 속여서 미안하다는 뜻의 지만(遲晩)이라는 단어를 문제삼았으나 고종이 용서해주었다.
1891년 2월에는 무과 초시의 참시관(參試官)이 되었다가 2월 29일 경과(慶科) 정시 무과(庭試武科) 초시(初試)의 다른 일소 감시관(一所監試官)들이 신병을 이유로 임의로 돌아간 것을 두고 2월 30일 의금부에서 당시 무과 초시 1소, 2소 참시관 조문영(趙文永)외 21명 전원을 체포하였으나 고종이 참착할 것이 없지 않다며 모두 풀어주게 하였다.

### 간관 활동
1891년(고종 38년) 3월 사간원헌납이 되었다. 같은 달 3월 21일 다시 대간에서 관원 후보자 추천 단자를 정해 고종에게 올리자 그는 사간원 헌납에 낙점되었다. 3월 22일 합계하여 사간원에서 이미 죽은 홍국영, 윤지충의 형 윤지눌을 사관으로 추천했으며, 김조순을 경계하라는 상소를 올렸다가 죄를 받은 권유, 그밖에 천주교에 관련된 남종삼, 홍봉주(洪鳳周), 동학교도들, 안기영(安驥泳)의 이재선 모역사건 관련자들, 개화 반대 상소를 올린 이원진(李源進) 등의 추죄와, 박원양을 매장해준 자 적발, 기타 갑신정변 관련자 박영효(朴泳孝), 김옥균(金玉均), 서광범(徐光範), 서재필(徐載弼) 들의 추죄를 청하는 연명 상소를 올렸다.
3월 22일 사간원헌납으로 상소문에 쓴 단어의 문제가 있어 유배된 이용원(李容元)의 추국청 설치를 청하는 사헌부, 사간원의 연명 차자에 동참하였으나, 고종으로부터 거절당했다. 3월 23일에는 박호양 사면을 취소를 청하는 사헌부, 사간원의 연명 합계에 동참하였다. 3월 24일에는 다시 사헌부, 사간원에서 연명 상소를 할 때 홍국영과 갑신정변 주동자 박영효(朴泳孝), 김옥균(金玉均), 서광범(徐光範), 서재필(徐載弼) 체포, 윤웅렬(尹雄烈) 노륙 등을 상주하였다. 3월 25일에도 사간원의 연명합계에 홍국영 등의 추죄를 청하였으나 고종이 반려하였고, 3월 28일 사헌부장령 이돈욱과 공동으로 다시 홍국영외 인사들의 처벌을 청하였으나 고종이 반려하였다. 3월 29일 다시 사헌부 대사헌 김영목(金永穆), 사간원 대사간 윤상익(尹相翊) 외 사헌부, 사간원 합동으로 박호양 등 7명의 사면을 철회해달라는 연명 상소를 올렸다.
1891년(고종 38년) 4월 1일, 이전 1872년에 안동(安東)에서 일어난 반역 사건에 연루되어 광주목(光州牧)에 정배된 심담응(沈聃應), 임실현(任實縣)에 정배된 임근실(林根實) 등 7명의 사면을 반대하는 사헌부, 사간원의 연명 합계에 참여하였다. 4월 3일에는 앞서 규탄한 1872년 안동 사건 관련자 7명의 처벌을 허용할 것을 사헌부, 사간원에서 연명 합계할 때 참여하고, 4월 4일에는 지평 이운익(李雲翼) 등과 함께 홍국영 외 기존 죄수들의 처벌을 상주하였다. [4월 4일]] 상소가 반려되자 양사가 합계할 때 참여하여 다시 7인의 처벌을 청하는 상소에 동참했다.

### 생애 후반
1891년 4월 4일부터 4월 8일까지 1872년 안동 사건 관련자 7명의 사면 취소요청을 사헌부, 사간원에서 연명합계할 때 참여하고, 4월 9일에는 다시 홍국영 등의 추죄를 상소하였다. 4월 4일 대사헌 김영목, 대사간 윤상익외 양사 관원들의 1872년 안동 사건 관련자 7명의 사면을 취소할 것을 사헌부, 사간원에서 연명합계할 때 참여하고 4월 5일 다시 양사의 안동 사건 관련자 7명 처벌 연명합계에 참여했으며, 4월 6일 다시 양사의 안동 사건 관련자 7명 사면 취소 연명합계에 참여했으며, 4월 7일 다시 양사의 안동 사건 관련자 7명 처벌 연명합계에 참여했으며 고종은 그때마다 양사의 7인 죄인 처벌요구를 거절하였다. 4월 8일 장령 이돈욱(李敦煜) 등과 함께 홍국영, 권유 외에게 죄를 추죄할 것을 상소하였다.
4월 8일부터 다시 1872년 안동 사건 관련자 7명의 처벌을 허용할 것을 사헌부, 사간원에서 연명합계할 때 참여하였다. 4월 8일 대사헌 김영목, 대사간 윤상익 외 사헌부, 사간원에서 합계로 1872년 안동 사건 관련자 7명의 사면을 취소해달라는 연명합계하는데 참여하고 4월 9일 대사헌 김영목, 대사간 윤상익 외 사헌부, 사간원에서 합계로 1872년 안동 사건 관련자 7명의 사면취소를 연명합계하였으며, 4월 10일에는 대사간 윤상익(尹相翊), 사간 정규섭(鄭圭燮) 등 사간원 단독으로 1872년의 안동 사건 관련자 7명 사면 취소를 청하는에 참여하고 4월 11일 대사간 윤상익, 집의 장승원(張承遠) 등 사간원의 7인 사면 취소 연명상소에 참여하고 4월 12일 대사간 윤상익, 집의 장승원(張承遠) 등 사간원의 7인 사면 취소 연명상소에 참여하였다. 4월 13일 지평 이운익(李雲翼) 등과 함께 홍국영 등에게 죄를 추시할 것을 상소하였다. 같은 날 4월 13일 4월 12일 대사간 윤상익, 집의 장승원(張承遠) 등 사간원의 7인 사면 취소 연명상소에 참여하였다. 생애 후반 그는 홍국영, 권유, 갑신정변 관련자들에게 추가로 죄를 물어 추가처벌할 것을 상소하는 삼사 언관들의 연명 상소에 여러 번 동참하였다.
1891년(고종 28) 4월 16일 부사과(副司果)에 임명되었고 4월 21일 다시 사헌부집의에 임명되었다. 4월 22일 1872년 안동 사건 관련자 7명의 사면을 취소할 것을 사헌부, 사간원에서 연명합계할 때 참여하였다. 4월 24일 부사직(副司直)으로 전직되었다. 5월 장악원정에 임명되었으나 병으로 직무를 볼수 없어 사직하였다. 1891년 5월 14일 한성 정선방 니동(후일의 서울특별시 종로구 운니동) 자택에서 사망하였다.

### 사후
그가 남긴 글은 이후 발생한 전란으로 소실되었다. 1907년(광무 10) 7월 8일 아들 이휘선이 가선대부에 올랐으므로, 법전에 따라 증(贈) 종2품 가선대부 규장각제학(從二品嘉善大夫 奎章閣提學)에 추증되었다. 승정원일기와 관보에는 贈從二品嘉善大夫奎章閣提學 故執義 李在明, 贈正三品通政大夫奎章閣副提學 故郡守 李鳳寧, 以上從二品嘉善大夫前平理院檢事李徽善考祖考依法典追 贈이라 하였다. 1909년 11월 평양 출신 이재명이 이완용을 피습하였는데, 그와 이름이 한자(李在明)까지  비슷한 동명이인이라 한때 이미 사망한 그가 이완용을 찌른 것으로 오인되기도 하였다.
그의 행적은 고종실록에 단편적인 기록만 등장하여 알려지지 않다가 1970년대 이후 국사편찬위원회에서 조선왕조실록을 한글로 번역하고, 2000년대 이후 승정원일기, 일성록 등도 한글로 번역하는 과정에서 그의 행적이 확인되었다.
시신은 경기도 광주군 언주면 원지리(현 서울특별시 서초구 원지동 산83-2번지) 철곡부락 산 종8대조 충장공 이복남(李福男) 일가의 묘소 오른쪽 언덕(우록(右麓)) 술좌(戌坐) 언덕에 부인 동래정씨와 합장되었다. 그의 묘소 근처에는 서울추모공원이 있다.

## 가족 관계
- 증조부 : 이한운(李漢雲, 1735년 6월 22일 ~ 1806년 6월 8일)
- 할아버지 : 이현상(李顯相, 1770년 6월 14일 - 1822년 7월 14일)
- 할머니 : 풍양조씨(1767년 4월 1일 ~ 1822년 6월 24일, 조기영(趙基永)의 딸)
  - 백부 : 이학령(李鶴寧, 요절)
  - 백부 : 이기령(李麒寧, 1786년 9월 6일 ~ 1876년 2월 13일)
  - 숙부 : 이인녕(李麟寧, 1800년 8월 28일 ~ 1883년 11월 5일), 다른 이름은 일녕(馹寧)
- 아버지 : 이봉녕(李鳳寧 1793년 9월 21일 ~ 1871년 5월 5일)
- 어머니 : 광주이씨(1791년 1월 4일 ~ 1860년 1월 14일)
  - 형 : 이재승(李在升, 1809년 10월 13일 ~ 1853년 4월 16일), 초명은 이계증(李棨增)
  - 형 : 이재응(李在應, 1812년 12월 10일 ~ 1878년 3월 28일), 초명은 이참증(李參增)
    - 조카 : 이민선(李敏善, 1857년 10월 20일 ~ 1938년 7월 24일)

  - 형 : 이재긍(李在兢, 1818년 11월 2일 ~ 1876년 윤 5월 11일), 초명은 이후증(李後增)
  - 형 : 이재성(李在星, 1823년 11월 9일 ~ 1867년 6월 9일)
  - 형 : 이재흥(李在興)
- 부인 : 동래정씨(1829년 12월 5일 ~ 1901년 10월 12일), 장사랑 정기홍(鄭基弘)의 딸
  - 딸 : 우계이씨
  - 사위 : 이규재(李奎宰), 연안이씨(延安李氏) 참봉(叅奉)), 부 감역 이두익(李斗翼), 조부 동돈녕 이항우(李恒愚), 증조 참판 이기수(李耆秀)
    - 외손자 : 이인승(李麟承)
    - 외손자 : 이운승(李運承)

  - 아들 : 이휘선(李徽善, 1865년 7월 4일 ~ 1944년)
  - 며느리 : 이정우(李貞愚, 연안이씨,  1862년 ~ ?), 문과 이철수(文科 李轍秀)의 딸, 월사 이정귀 후
- 장인 : 정기홍(鄭基弘) 또는 정수홍(鄭壽弘), 영의정 정광필후
- 장모 : 해평윤씨, 윤호동(尹灝東)의 딸

## 같이 보기
- 이재정
- 이휘선
- 이봉녕
- 이현상
- 이민선

## 참고 문헌
- 국조방목
- 고종실록
- 승정원일기
- 난초, 윤치희